# James Carroll Beckwith
James Carroll Beckwith (23 de septiembre de 1852-24 de octubre de 1917) fue un pintor estadounidense de paisaje, retrato y escenas costumbristas cuyo estilo naturalista le granjeó un amplio reconocimiento en las postrimerías del siglo XIX y principios del siglo XX como una de las figuras más respetadas de la pintura estadounidense.

## Biografía
Carroll Beckwith, como prefería ser llamado, nació en Hannibal (Misuri) el 23 de septiembre de 1852, hijo de Charles y Melissa Beckwith. Sin embargo, se crio en Chicago, donde su padre puso en marcha un colmado mayorista. En 1868, a la edad de 16 años, estudió pintura en la Chicago Academy of Design bajo Walter Shirlaw, hasta que el gran incendio de 1871 lo destruyó todo (incluyendo la mayor parte del centro de la ciudad). Posteriormente se trasladó a la ciudad de Nueva York, donde estudió en la Academia Nacional de Dibujo (de la que posteriormente se convertiría en miembro) bajo Lemuel Wilmarth, y más tarde viajó a París, permaneciendo allí desde noviembre de 1873 hasta 1878.

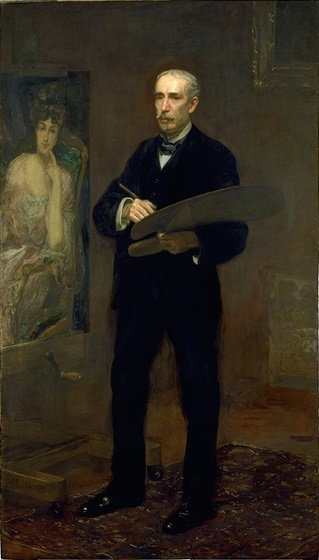
Thomas Eakins, Retrato de J. Carroll Beckwith, 1904

En París siguió cursos de dibujo con Adolphe Yvon y estudió pintura con Carolus-Duran que en 1877 seleccionó a Beckwith y a John Singer Sargent como ayudantes para pintar un mural para el Palacio del Luxemburgo. Tras volver a los Estados Unidos en 1878, poco a poco se convirtió en una figura destacada de la pintura estadounidense. Su talento como dibujante le permitió obtener un puesto de profesor en la Liga de Estudiantes de Arte de Nueva York, donde enseñó desde 1878 hasta 1882 y entre 1886 y 1887. Como artista, se centró sobre todo en los retratos, estudios de figuras y detalladas representaciones de monumentos históricos, aunque nunca perdió su interés por el dibujo decorativo. Contrajo matrimonio con Bertha Hall de 1 de junio de 1887, y su amigo John Singer Sargent les entregó una acuarela veneciana como regalo de bodas.
Beckwith participó activamente en la formación de La Sociedad de Bellas Artes (The Fine Arts Society) y fue Presidente de la Liga Nacional de Arte Libre (National Free Art League), que intentó conseguir la derogación de los aranceles a la importación de obras de arte. Entre los retratos que realizó se encuentran los de William Merritt Chase (1882), la Señorita Jordan (1883), Mark Twain, Theodore Roosevelt, Thomas Allibone Janvier, John Schofield y William Walton.
Beckwith fue galardonado con numerosas distinciones, incluyendo una Mención Honorífica en la Exposición Universal de París de 1889 por la que es probablemente su obra más célebre, su retrato de 1886 de William Walton, y una Medalla de Oro en la Exposición Internacional y de Estados Algodoneros de Atlanta en 1895. También ganó una medalla de oro en el Exposición de Charleston de 1902 y expuso su pintura "El Nautilus", junto con un retrato de su esposa, en la Exposición Universal de San Luis en 1904. Carroll volvió a París en 1893 para pintar una serie de murales y, el mismo año, regresó a los Estados Unidos para pintar varios murales en una de las cúpulas del Edificio de las Artes Liberales en la Exposición Mundial Colombina de Chicago de 1893.
Vivió en Italia entre 1910 y 1914 y realizó numerosas pinturas al aire libre que incluyeron estudios de monumentos, edificios y paisajes.
James Carroll Beckwith falleció de un ataque al corazón en su apartamento en el Hotel Schuyler en la Calle 45 Oeste, en la ciudad de Nueva York, el 24 de octubre de 1917, a los 65 años, después de haber tomado un taxi con su mujer en Central Park.
Sus papeles, incluyendo sus cuadernos de apuntes y los diarios que escribió desde 1871 hasta su muerte en 1917 se conservan en la Academia Nacional de Dibujo de Estados Unidos, en la ciudad de Nueva York.

## Selección de pinturas

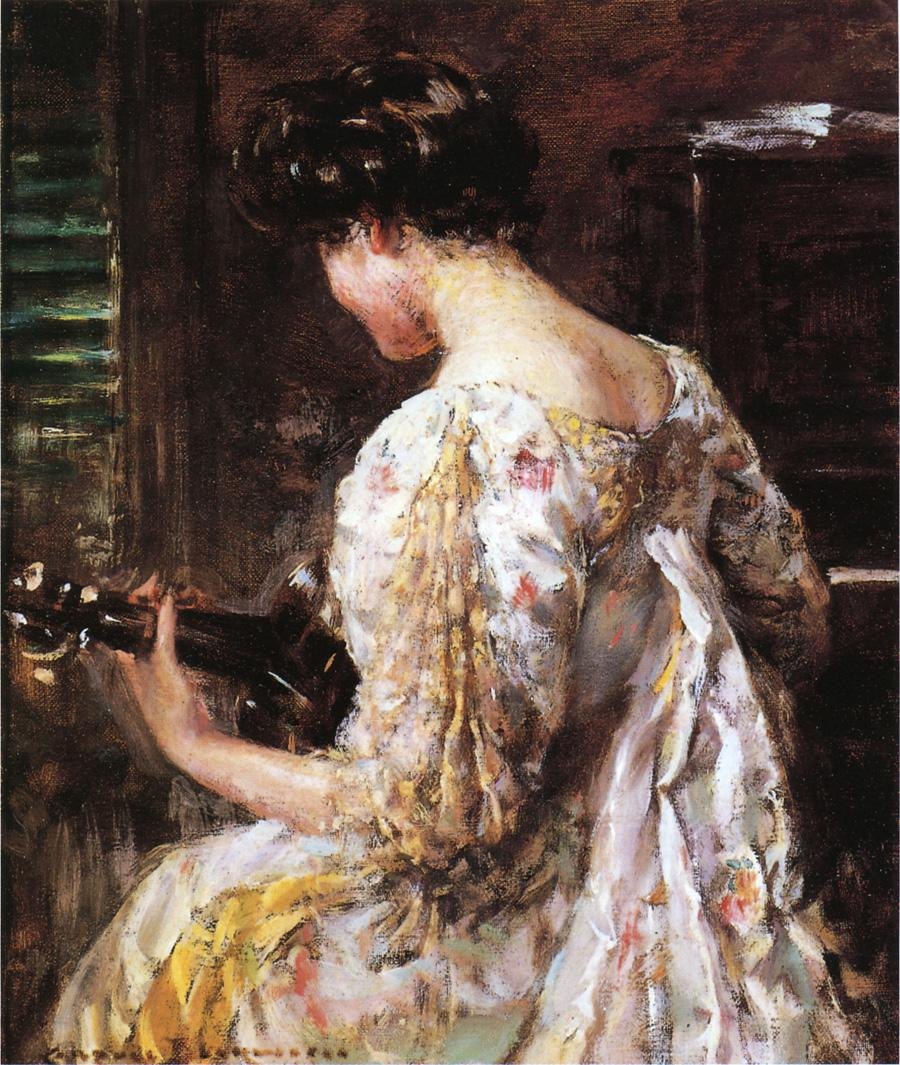
Mujer con guitarra
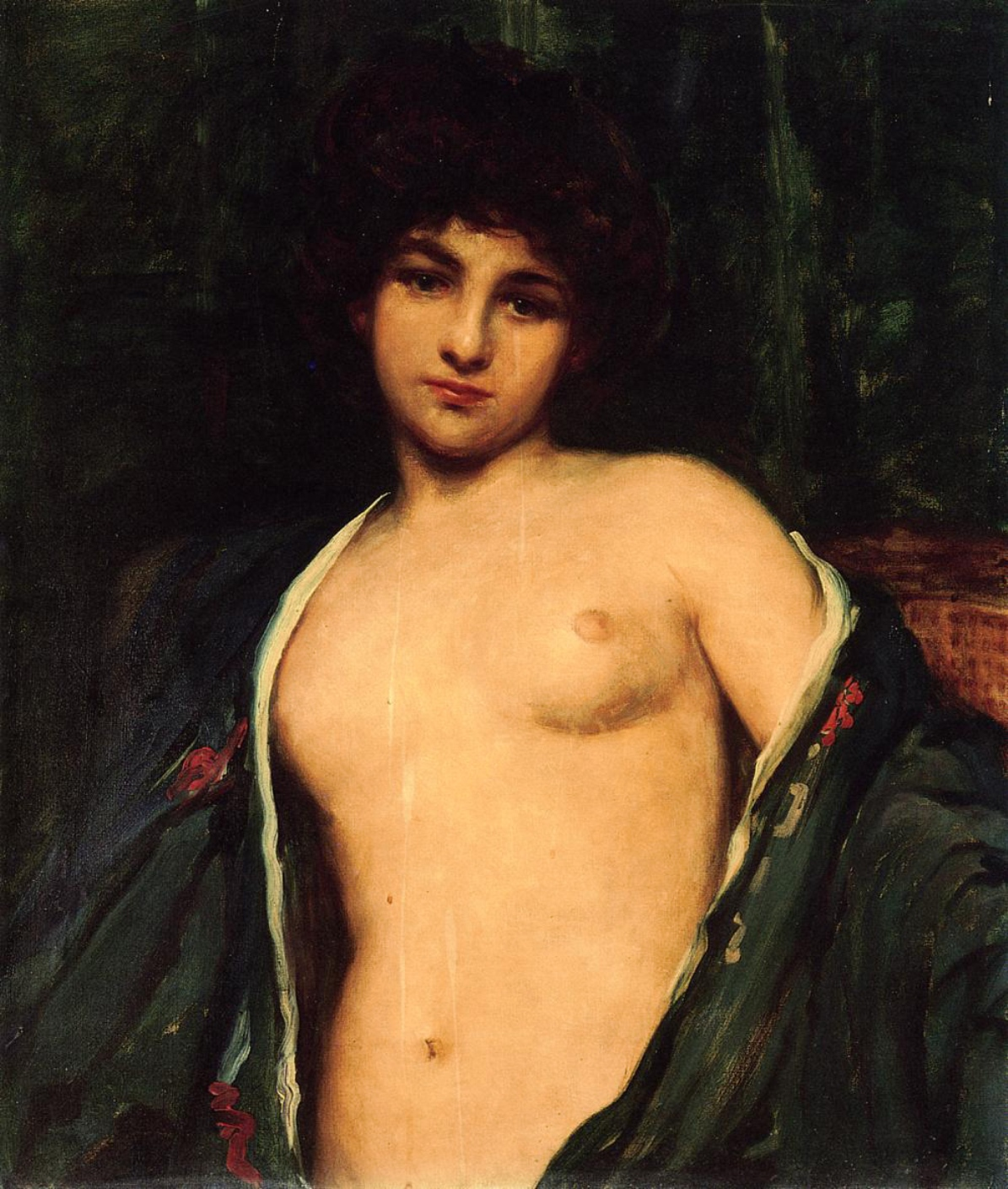
Retrato de Evelyn Nesbitt, c. 1901.
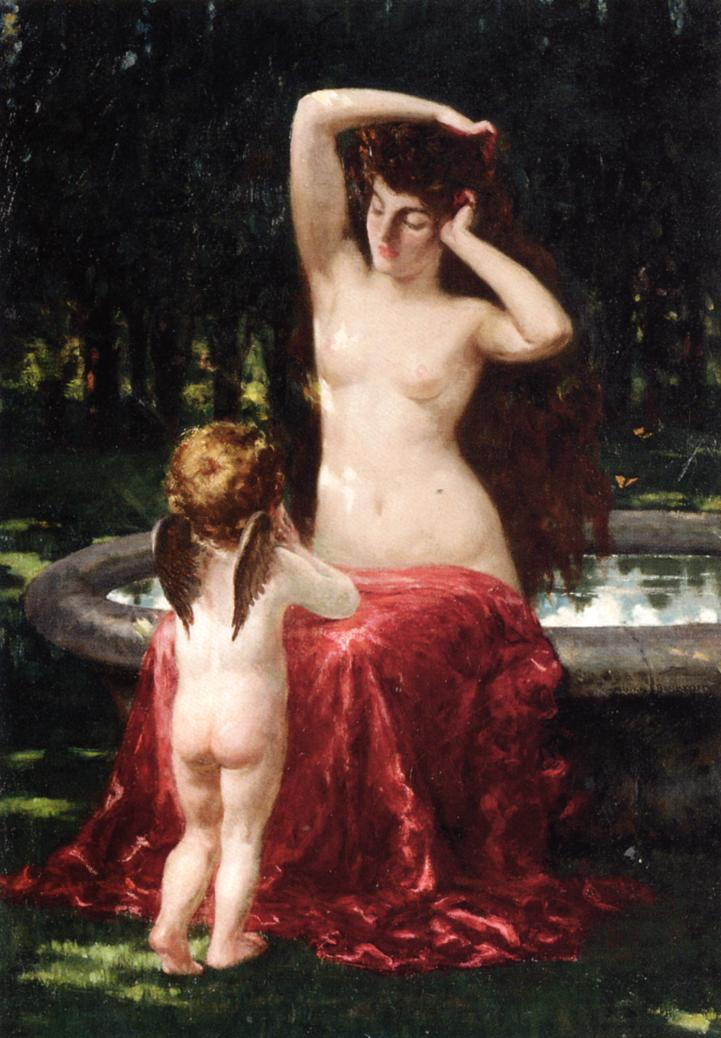
Sylvan Toilette, c. 1898
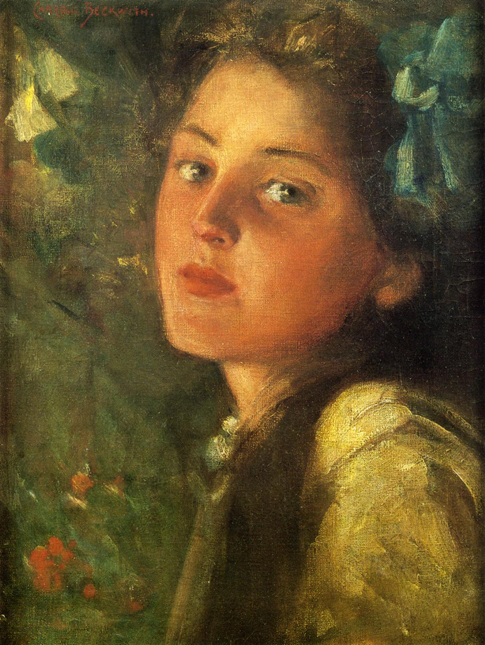
Una mirada nostálgica.
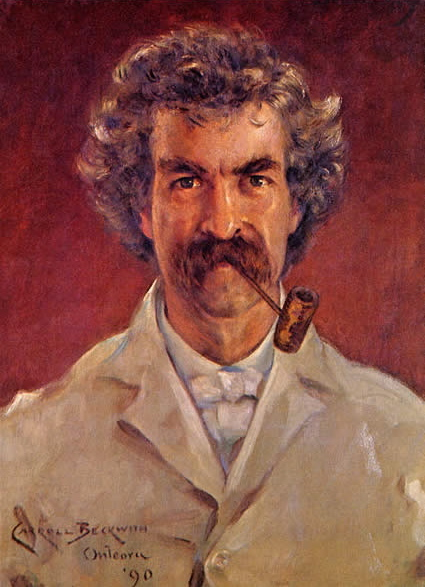
Mark Twain, 1890.
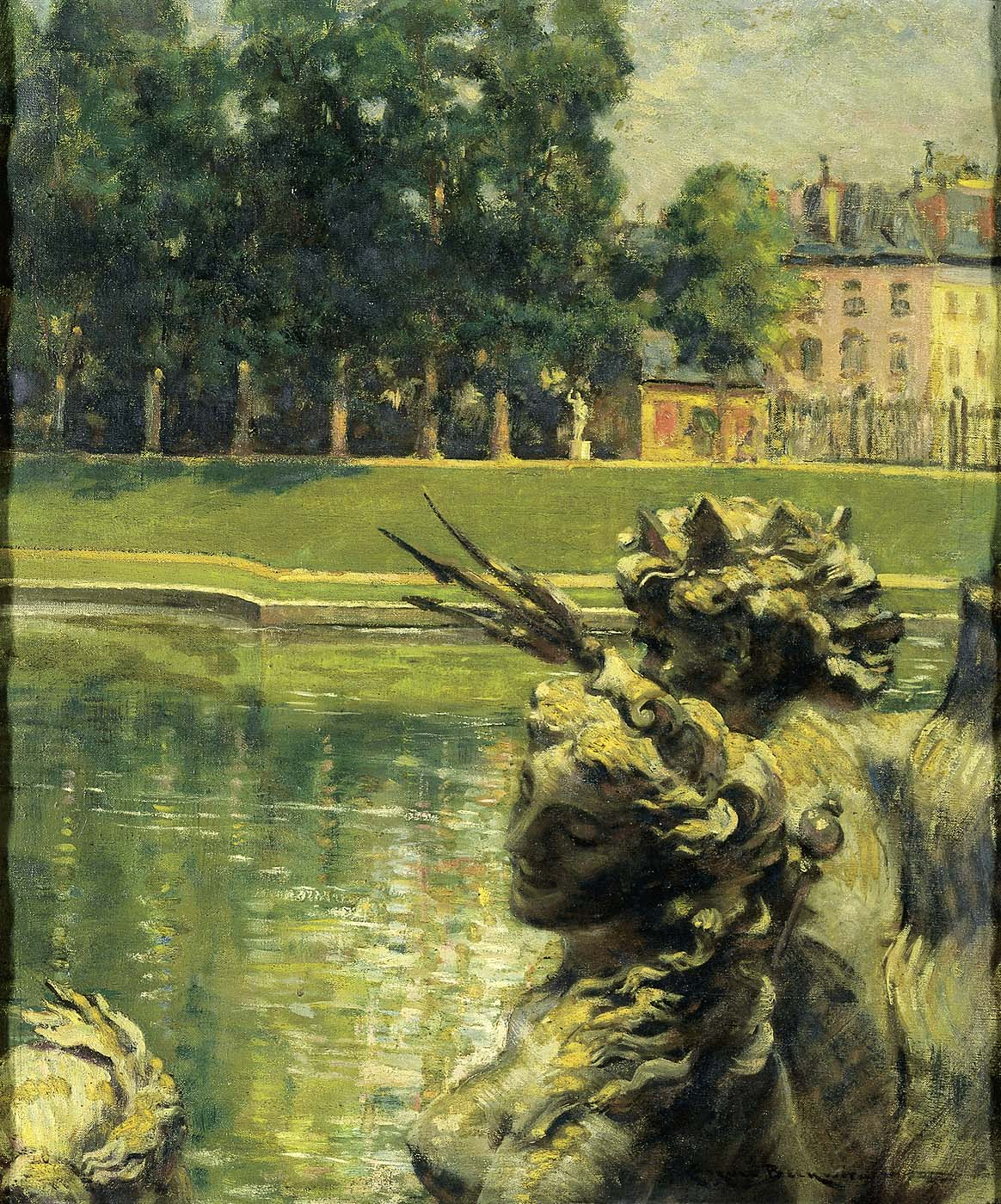
Fuente de Neptuno en Versalles.
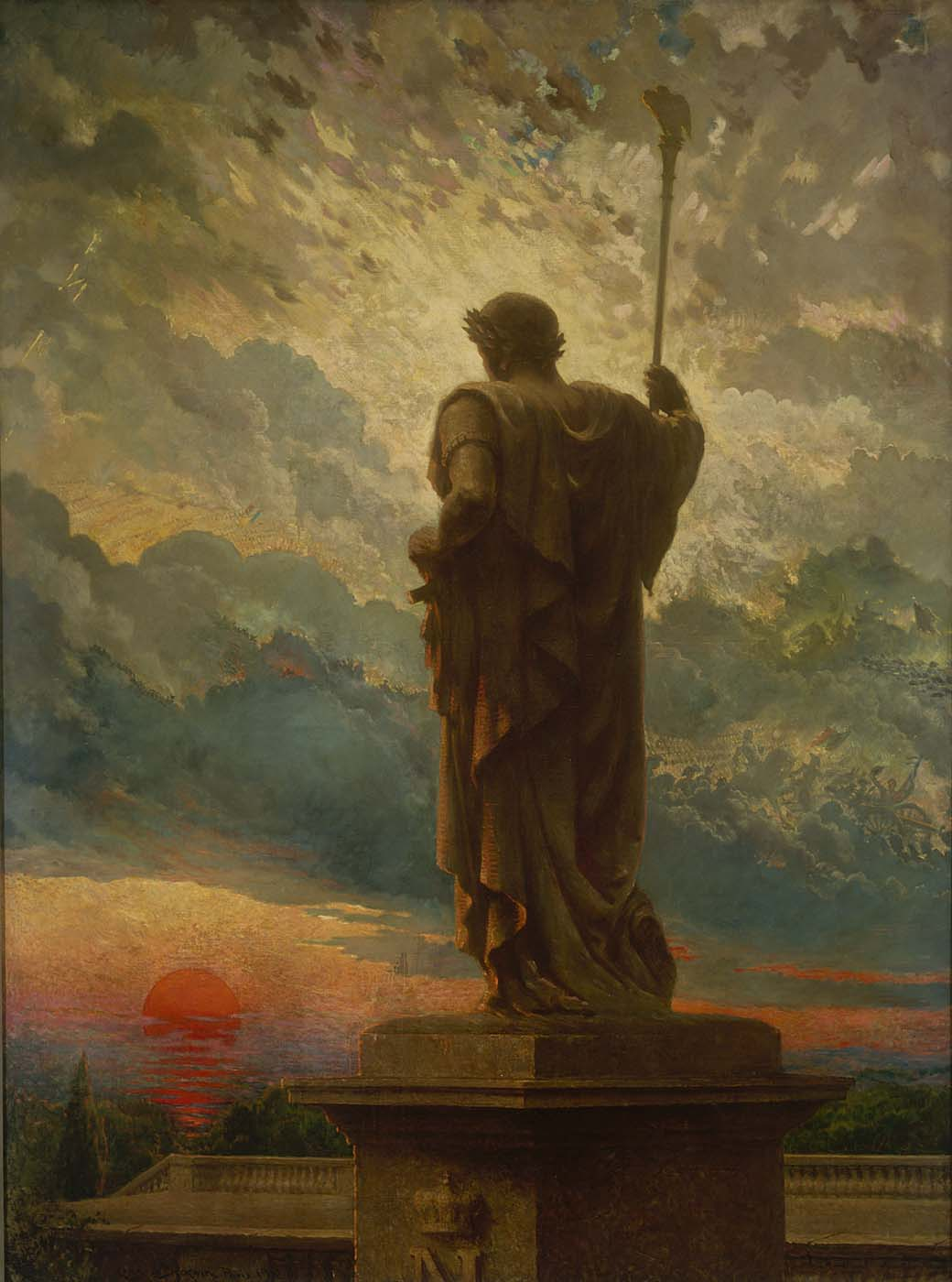
L'empereur.
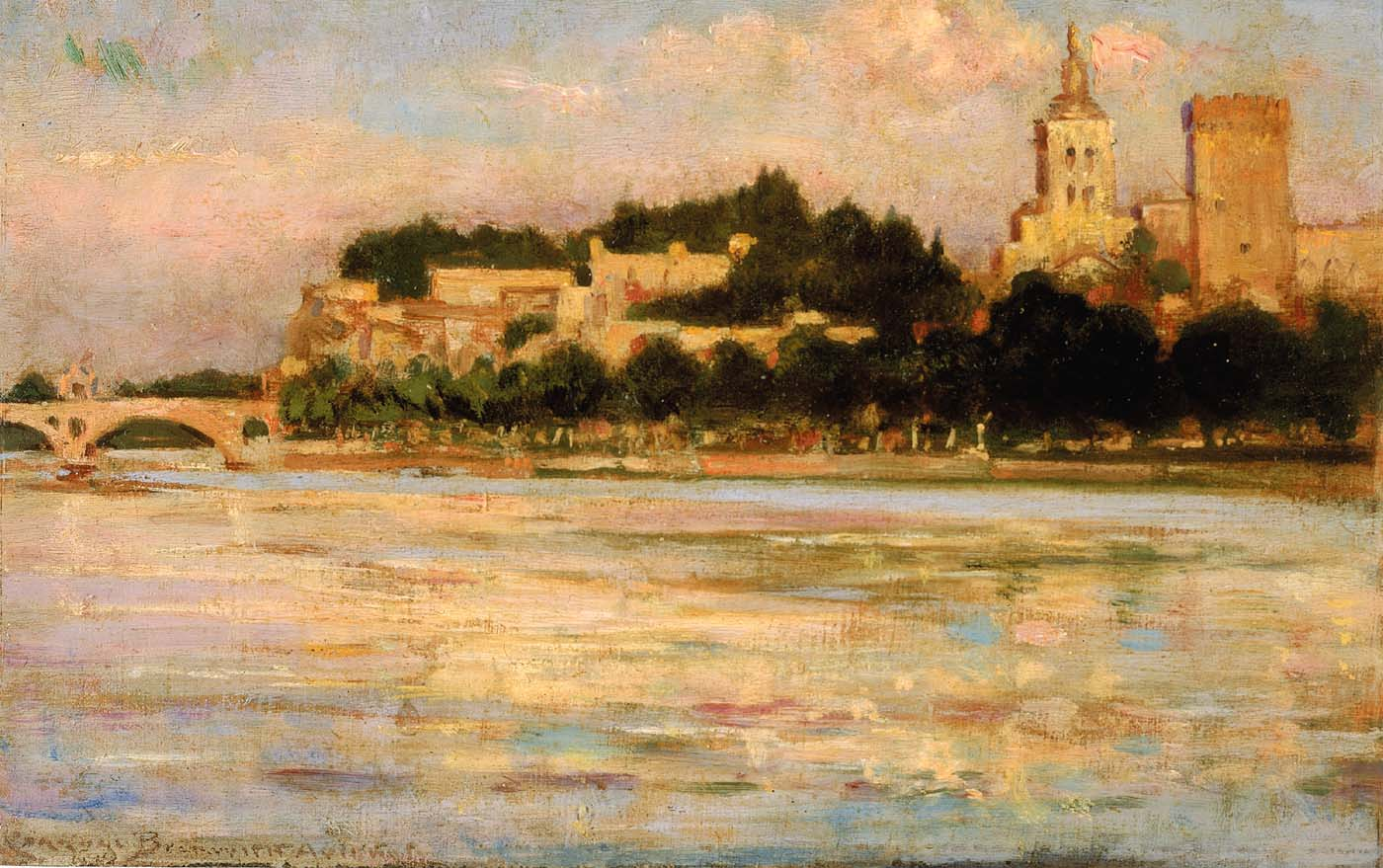
El Palacio de los Papas y el Puente de Aviñón.
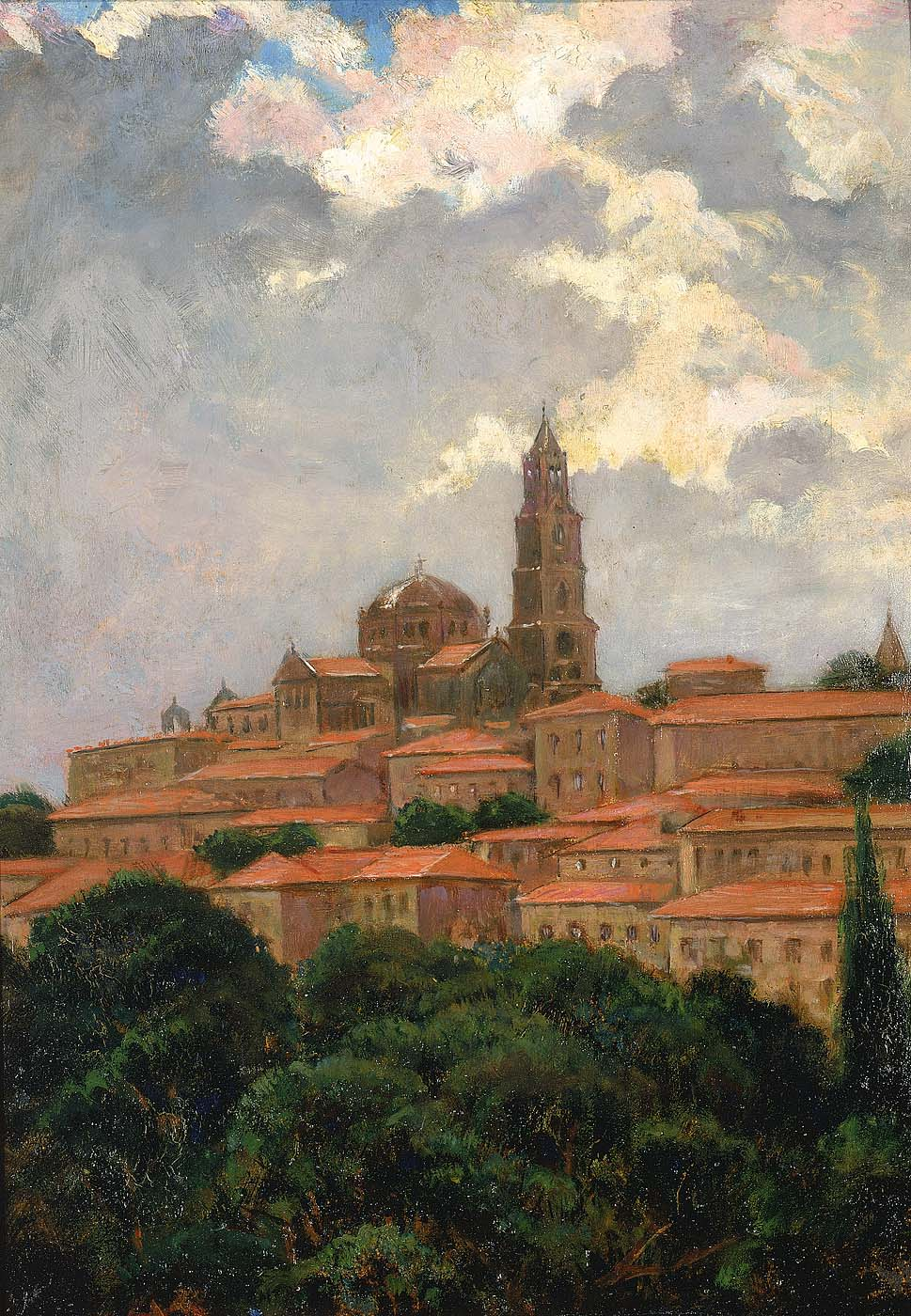
Cathédrale Notre-Dame du Puy (Le Puy-en-Velay).